# Anatolijs Gorbunovs
Anatolijs Gorbunovs (10 de febrer de 1942, Districte de Ludza, Letònia) és un polític letó.
Entre 1974 i 1988 va ocupar diversos càrrecs en el Partit Comunista de la República Socialista Soviètica de Letònia, arribant a ser secretari del Comitè Central del PC d'aquest país. Va tenir diversos enfrontaments amb membres del seu partit, en especial quan va donar suport al moviment d'independència del seu país.
Entre 1988 i 1995 va ser president del Parlament de Letònia (primer, del Soviet Suprem de la Letònia socialista, després, del Consell Suprem de la República de Letònia, finalment, del Saeima, el parlament de la Letònia independent). Quan el 1991 el país va recuperar la independència, Gorbunovs va seguir com a president del parlament, i seguint la Constitució de 1992, va actuar com a president interí fins al 1993, quan va ser escollit Guntis Ulmanis.
Gorbunovs va entrar en el partit Via Letona (LC) el 1993, i va romandre com a membre del parlament fins al 2002. Entre 1995 i aquest any ha estat ministre de Desenvolupament Regional, ministre de Transports i primer ministre interí.